# Koro (trastorno)
El Koro es un síndrome cultural en el que la persona tiene el miedo irracional de que sus genitales se están contrayendo y van a desaparecer. El síndrome aparece en el Manual diagnóstico y estadístico de los trastornos mentales. En China, se conoce como shuk yang, shook yong y suo yang (chino simplificado: 缩阳; chino tradicional: 縮陽); jinjinia bemar (idioma asamés); o rok-joo (Tailandia: โรคจู๋), para describir a los individuos con esta creencia. En las mujeres, la creencia se centra en la retracción o contracción de los pezones. Este trastorno suele ser de corta duración y suele tener una respuesta positiva a las explicaciones racionales.
Aunque el síndrome tiene su origen en China y se encuentra principalmente en el sudeste de Asia, existen casos raros y aislados de koro padecidos por personas de origen étnico de todo el mundo. En ocasiones se presentan en forma de epidemias en países endémicos. En entornos culturales diferentes, se han producido episodios de histeria colectiva de Koro registrados en naciones africanas.